# بمب‌گذاری انتحاری نوامبر ۲۰۱۶ حله
انفجار حله انفجاری است که در ۲۴ نوامبر ۲۰۱۶ (۴ آذر ۱۳۹۵) روی‌داد. یک کامیون بمب‌گذاری شده به یک پمپ بنزین در حله حمله کرد که در نتیجه آن ۸۰ نفر کشته و بیش از ۵۰ تن مجروح گردیدند، این حمله در حالی رویداد که بسیاری از زائران شیعه پیاده‌روی اربعین در مسیر برگشت به ایران بودند. داعش مسئولیت این انفجار که 60 زائر ایرانی و افغانی نیز در بین کشته‌شدگان بودنداز جمله شهیده سحر قائدی و.... را برعهده گرفته‌است.کتاب14:30به وقت عراق«انتشارات راسخون» ماجرای این حادثه را بیان میکند.